# Ebba Hultkvist Stragne
Ebba Johanna Birgitta Hultkvist (født 26. september 1983 i Sollentuna) er en svensk skuespillerinde, der startede sin karriere som 14-årig. Hun er bedst kendt for sin rolle som Wilma i tv-serien Skærgårdsdoktoren (1997-2000).

## Filmografi
- Skærgårdsdoktoren (tv-serie, 1997-2000)
- Festival (2001)
- En forelskelse (2001)
- Detaljer (2003)
- Holger & Vilde (kortfilm, 2010)
- I magtens øje (tv-serie, 2019)